# داء شحمي متعدد عائلي
الداء الشحمي المتعدد العائلي هو اضطرابٌ وراثي في الأنسجة الدهنية يتميز بتكون أورام شحمية متعددة ضمن توزع معين. الأورام الشحمية هي أورام دهنية حميدة ومغلفة جيدًا وبطيئة النمو. يتركز التوزع ضمن الجذع والأطراف. يمكن تشخيص الداء الشحمي المتعدد العائلي عندما تظهر أورام شحمية متعددة لدى أفراد الأسرة الذين ينتمون إلى أجيال مختلفة. قد تظهر مئات الأورام الشحمية لدى بعض الأفراد.

## الأعراض
يعود هذا المرض إلى التاريخ العائلي، وتظهر الأعراض غالبًا في منتصف العمر. غالبًا ما تظهر الأورام الشحمية الحديثة على شكل كتلة تشبه الحبة تحت الجلد، وتصبح مطاطية ومتحركة. يمكن رؤيتها في جميع أنحاء الجسم وفي بعض المناطق أكثر من غيرها، ومع ذلك، لا تظهر على الرأس أو الأكتاف. قد يختلف حجم هذه النتوءات ويمكن أن تعيق حياة الفرد السليمة. لا يكون هناك شعور بعدم الراحة أو الألم عادةً ما لم يتفاقم الورم الشحمي أو يتشكل على العصب مباشرةً. قد تسبب الأورام الشحمية التي تقع فوق مناطق عظمية مثل الضلوع وأسفل الظهر عدم الراحة عند الاستلقاء أو تلقي أي نوع من الضغط. يختلف العمر الذي يبدأ فيه الداء الشحمي المتعدد العائلي في الظهور على جسم الفرد؛ فقد يظهر من عمر الـ5 سنوات.

## التشخيص
عادةً ما يُشخص الداء الشحمي المتعدد العائلي من خلال الفحص الجسدي عن طريق الجس والتاريخ الطبي وإجراءات التصوير الطبي مثل الأمواج فوق الصوتية أو التصوير المقطعي المحوسب أو التصوير بالرنين المغناطيسي. يعد التصوير المقطعي المحوسب طريقة تصوير تستخدم الأشعة السينية لإنشاء صور لمقاطع عرضية من الجسم، بينما يستخدم التصوير بالرنين المغناطيسي مغانط قوية وأمواج راديوية لإنشاء صور للأورام الشحمية والأنسجة المحيطة. يعتبر كلا الاختبارين مفيدين لتشخيص الورم الشحمي المتماثل المتعدد، رغم أن التصوير بالرنين المغناطيسي يوفر مزيدًا من التفاصيل ويمكن استخدامه عندما تكون الأورام الشحمية كبيرة أو عميقة أو مرتشحة في الألياف عضلية أو العصبية. في بعض الحالات، قد تنشأ الحاجة إلى أخذ خزعة من الأورام الشحمية لتأكيد التشخيص.

### التشخيصات التفريقية
- ساركومة شحمية
- شحامة مؤلمة
- الورم الشحمي المتماثل الحميد
- كيسة

## الأسباب
السبب الدقيق للداء الشحمي المتعدد العائلي غير معروف حتى الآن، ولكن، تتوفر عدة نظريات لأسباب مختلفة:
- اضطراب هرموني ناتج عن عدم قدرة الجسم على استقلاب الدهون بشكل صحيح
- زيادة في الخلايا الشحمية (الخلايا الدهنية)
- خلل إنزيمي أو تغير في سطح الخلايا، ما يعيق تحلل الدهون
- ضعف التصريف اللمفاوي
- خلل في تنظيم الميتوكوندريا في الدهون البنية. تعد الدهون البنية مسؤولة عن زيادة الحرارة في أوقات الإجهاد أو البرد. يحفز الجهاز العصبي الودي نسيج الكالس العام وتتواسط هذه الاستجابة مادة تسمى نورإبينفرين. تحدث هذه العملية في الميتوكوندريا
- في معظم العائلات، لم يُحدد نمط وراثة المرض. مع ذلك، لوحظت التغيرات (الطفرات) في الحمض النووي الريبوزي منقوص الأكسجين (دنا) للميتوكوندريا التي تشمل جين إم تي-تي كاي في بعض العائلات حيث يوجد المرض وحالات أخرى تؤثر على أجهزة الجسم المختلفة.

## العلاج
العلاج الوحيد الفعال للأورام الشحمية الناتجة عن الداء الشحمي المتعدد العائلي هو إجراء مص الشحم أو الاستئصال الجراحي. يمكن أيضًا استخدام حقن الستيرويدات لتقليص الأورام كونها تسبب ضمور دهون موضعي. غالبًا ما يرغب المرضى المصابون بهذه الحالة بالاستئصال عندما تكون الأورام الشحمية كبيرة أو مشوهة للمظهر أو مؤلمة. يمكن إجراء الاستئصال من قبل طبيب الأمراض الجلدية أو جراح آخر. في معظم الحالات التي يتم فيها استئصال ورم واحد أو عدد قليل من الأورام الشحمية تحت الجلد، تُجرى العملية تحت التخدير الموضعي ويمكن للمريض استئناف معظم الأنشطة الاعتيادية بعد ذلك مباشرةً. عادةً ما تكون مسكنات الألم المتاحة دون وصفة طبية كافية في الأيام التالية ويكون التندب طويل الأمد في حده الأدنى. تندر حالات عودة نمو الورم لأن الأورام الشحمية عادةً ما تكون مغلفة جيدًا ويمكن إزالتها بالكامل رغم إمكانية نمو المزيد من الأورام الشحمية الجديدة في المنطقة نفسها.
تشمل العلاجات الموصى بها لاضطرابات الأنسجة الدهنية تحسين التدفق اللمفاوي من خلال التمارين والتدليك، واتباع نظام غذائي مضاد للالتهابات، وتقليل الأنسجة الدهنية غير المصابة عند الضرورة. لم يتضح دور فقدان الوزن في علاج الأورام الشحمية ولكنه قد يساعد في تقليل الالتهاب بشكل عام والتأثير على مستويات الهرمونات. رغم عدم وجود علاج كامل يؤدي إلى وقف نمو الأورام الشحمية الجديدة في الداء الشحمي المتعدد العائلي، يمكن إبقاء معظم الأورام بدون علاج ونادرًا ما تسبب مضاعفات طبية.